# Séparatisme au Karakalpakstan

Région du Karakalpakstan (en jaune) en Ouzbékistan.

Le séparatisme au Karakalpakstan est un courant politique prônant l'indépendance politique ou le rattachement à un autre État de la république du Karakalpakstan, une région autonome de l'Ouzbékistan nommée d'après le peuple karakalpak peuplant la région. Plusieurs mouvements existent ou ont existé demandant cette indépendance ou ce rattachement à un autre État, cependant, ceux-ci n'ont pour l'instant jamais eu un impact majeur sur la politique ouzbèke.

## Origines
Les Karakalpaks font partie du groupe Kiptchak des peuples turcs et sont donc linguistiquement proches des peuples kazakhs et kirghizes. À cause de ceci, les Bolchéviques incluent la région comme un oblast autonome à l'intérieur de la RSSA kazakhe. L'oblast est néanmoins transféré sous contrôle direct de la RSFS de Russie peu après. Cependant, lors de la délimitation des frontières en Asie centrale soviétique, l'Ouzbékistan accepte de céder la région de Khodjent au Tadjikistan dans le but de rendre la république viable. En échange, les autorités soviétiques transfèrent le contrôle de la région karakalpake à la République socialiste soviétique d'Ouzbékistan. Cette région devient subséquemment la république socialiste soviétique autonome de Karakalpakie, seule RSSA d'Asie centrale.
Lors du recensement soviétique de 1989, les Ouzbeks représentent une majorité relative de la population dans la RSSA avec 32,8 %, tout juste devant les Karakalpaks à 31,1 % et les Kazakhs à 26,3 %. En 1990, la RSSA déclare son détachement de la RSS d'Ouzbékistan ; celui-ci ne prend cependant jamais effet puisque l'Union soviétique disparait l'année suivante et que la séparation du Karakalpakstan de l'Ouzbékistan devait être approuvée par référendum pour être effective.

## Histoire du séparatisme karakalpak
À la chute de l'Union soviétique, des tensions ethniques éclatent à travers les nouveaux États de la région. La région du Karakalpakstan voit alors l'émergence du groupe Halk Mapi (Intérêt populaire) demandant l'autodétermination du peuple karakalpak. Leurs activités sont cependant peu connues puisque le groupe est poussé à la clandestinité par les autorités. Certains voient en la réaction rapide du gouvernement face à Halk Mapi un indice du potentiel politique d'un tel mouvement dans la région. Parmi les figures les plus connues du mouvement se trouve l'économiste Marat Aralbayev, généralement considéré comme le dirigeant d'Halk Mapi. En 1992, la région est désignée comme république autonome à l'intérieur de l'Ouzbékistan et l'année suivante, une constitution régionale donne sur papier à la région le droit à l'autodétermination. Les autorités ouzbèkes ont rendu un tel événement improbable. Ceci inclut un référendum qui aurait dû avoir lieu en 2013 selon les accords signés en 1993.
Durant la période entourant la guerre du Kosovo, le groupe Erkin Karakalpakstan (« Karakalpakstan libre ») gagne une certaine notabilité dans les médias locaux, mais le groupe reste tout de fois incapable d'avoir un effet sur la politique de la région. Le mystère entourant le groupe est tel que peu de détails sont connus sur les dirigeants et la composition du groupe. L'un des rares membres notable du groupe est le militant pour les droits de l'homme Solijon Abdurahmanov. Les scénarios envisagés par le groupe incluaient l'indépendance, mais également le rattachement au Kazakhstan. Le mouvement clame que l'absence de développement économique dans la région allait rallier la population à leur cause.
L'annexion de la Crimée par la Russie en 2014 et la guerre du Donbass qui s'ensuit donnent un nouveau souffle au mouvement séparatiste de la région. C'est alors le groupe Alga Karakalpakstan Azatlyk hareketi (« Mouvement pour la liberté Encouragé le Karakalpakstan ») qui émerge sur la scène politique. Le nom du groupe est tiré de la phrase conclusive d'un texte de Marip Kungradskyi et Roman Mamytov posté sur les réseaux sociaux. Le dirigeant du groupe est Arman Sagidullaev.
La dernière résurgence du mouvement séparatiste en date remonte à 2016 avec la mort du président ouzbek Islom Karimov. Sagidullaev revient alors sur la scène politique pour demander le rattachement de la république au Kazakhstan.
Malgré l'échec régulier de ces groupes à développer une présence réelle sur la scène politique, l'apparition régulière de nouveaux groupes amène certains à considérer la région comme fertile au développement de mouvements plus puissants dans le futur. Cependant, la faiblesse des groupes actuels causent certains à prédire un déclin culturel karakalpak dû aux suspicions entretenues par le gouvernement central envers les groupes nationalistes, qui pousse une large proportion des Karakalpaks à ne pas promouvoir leur culture en public.
La présence de ressources naturelles dans la région poussent également certains à dire que de puissances étrangères pourraient éventuellement financer ces groupes pour leur garantir un accès privilégié lors de l'extraction des ressources. La possibilité d'une annexion par la Russie est également envisagée puisque le groupe Alga Karakalpakstan Azatlyk hareketi s'est ouvertement déclaré ouvert à l'idée. D'ailleurs, des analystes considèrent déjà que les agitations en 2014 sont liées à une ingérence russe.
En début juillet 2022, des manifestations éclatent, dues, entre autres, au projet de reforme constitutionnel qui retirerait l'autonomie karakalpake. À la suite de ces événements, le gouvernement annonce son intention de ne pas modifier le statut du Karakalpakstan dans la nouvelle constitution. Durant ces événements, plusieurs personnalités publiques telles la journaliste Lolagul Kallykhanova auraient appelé à la sécession de la région. Dix-huit personnes sont mortes de leurs blessures lors de ces troubles de masse à Noukous au début juillet 2022. Les autorités ont coupé l'essentiel des moyens de communications durant les affrontements et le déroulement des évènements reste très flou. Le samedi 2 juillet 2022 un état d'urgence d'un mois a été décrété dans la région. À la suite des événements, plusieurs figures de proue du mouvement, tels le journaliste Dauletmurat Tazhimuratov, sont condamnés à de lourdes peines de prison.

## Groupes séparatistes au Karakalpakstan
- Alga Karakalpakstan Azatlyk hareketi
- Erkin Karakalpakstan
- Halk Mapi